# Noctua curtisii
Noctua curtisii là một loài bướm đêm trong họ Noctuidae.